# Colossendeis scotti
Colossendeis scotti är en havsspindelart som beskrevs av Calman, W.T. 1915. Colossendeis scotti ingår i släktet Colossendeis och familjen Colossendeidae. Inga underarter finns listade i Catalogue of Life.